# Círculo de Niafunké
Niafunké es una subdivisión administrativa (cercle o círculo) de la región de Tombuctú, en Malí. En abril de 2009 tenía una población censada de 175 442 habitantes y estaba formada por las siguientes comunas o municipios, que se muestran igualmente con población de abril de 2009:
- Soboundou 40,425
- Banikane Narhawa 21,273
- Dianke 10,447
- Fittouga 30,097
- Koumaira 14,431
- Léré 17,432
- N'Gorkou 24,389
- Soumpi 16,948[1]